# Indoramine
L’indoramine est un agent antiadrénergique, utilisé contre les migraines chroniques et dans les hyperplasies bénignes de la prostate.
C'est un antagoniste sélectif du récepteur adrénergique alpha-1, qui exerce une action dépressive sur le myocarde.
L'indoramine est communément synthétisée à partir du tryptophol.

## Indications
L'indoramine possédait en France une autorisation de mise sur le marché (AMM) pour le traitement de fond de la migraine commune et ophtalmique sous le nom commercial de Vidora 25 du laboratoire Biocodex. 
Cependant le 31 mai 2013, l'Agence nationale de sécurité du médicament et des produits de santé (ANSM) a conclu que le rapport bénéfice/risque de cette spécialité était défavorable avec retrait de l’AMM de Vidora, accompagné du rappel de ses lots du marché le 3 juin 2013.